# Roca-roja (Ivars de Noguera)
La Roca-roja és una muntanya de 637 metres que es troba al municipi d'Ivars de Noguera, a la comarca catalana de la Noguera.